# Dao Nhiễu Linh
Dao Nhiễu Linh (tên thường gọi: Dao Hà Nữ, sinh ngày 28 tháng 2 năm 1959) là nữ chính trị gia gốc Hoa của Việt Nam. Bà là Đại biểu Quốc hội Việt Nam khóa 11 và khóa 12 thuộc đoàn đại biểu Quốc hội Thành phố Hồ Chí Minh.

## Tiếu sử
Dao Nhiễu Linh sinh ngày 28 tháng 2 năm 1959, người Hoa, không theo tôn giáo nào, quê quán tại Quảng Đông, Trung Quốc.
Bà có trình độ chuyên môn Đại học Sư phạm, Cử nhân Chính trị Đảng Cộng sản Việt Nam.
Bà từng là Uỷ viên Hội đồng Dân tộc, Uỷ viên Ban chấp hành thành uỷ, Phó Trưởng ban Ban công tác người Hoa TP.Hồ Chí Minh.